# 吴鹏 (游泳运动员)
吴鹏（1987年5月16日—），浙江杭州人，中国男子游泳运动员。

## 簡歷
2008北京奥运会中国体育代表团成员。主攻200米蝶泳，除蛙泳外，其他泳姿也非常出色。
2012年，吴鹏代表中国出戰英國倫敦舉行的奥林匹克运动会游泳比賽男子200米蝶泳及200米混合泳賽事。

## 运动经历
- 1992年 杭州市体校 教练吴霞君
- 1996年 杭州市陈经纶体校 教练吴霞君
- 2000年 浙江省体工队 教练朱志根
- 2001年 中国国家游泳队 教练朱志根

## 主要成绩
- 2002年 亚洲运动会 200米蝶泳 第一名
- 2002年 亚洲运动会 200米仰泳 第一名
- 2002年 亚洲运动会 400米混合泳 第一名
- 2004年 全国游泳冠军赛 400米混合泳 第一名
- 2004年 全国游泳冠军赛 200米蝶泳 第一名
- 2005年 全国运动会 200米蝶泳 第一名
- 2006年 亚洲运动会 200米蝶泳 第一名
- 2006年 世界短池游泳锦标赛 200米蝶泳 第一名
- 2007年 世界游泳锦标赛 200米蝶泳 第二名
- 2008年北京奥运会游泳男子200米蝶泳第四名（1分54秒35）
- 2009年十一运会男子200米蝶泳冠军（1分54秒40）
- 2010年5月15日美国夏洛特游泳大奖赛男子200米蝶泳冠军(1分56秒92)
- 2010年11月14日广州亚运会男子100米蝶泳季军
- 2010年第十六届广州亚运会男子200蝶泳第四名
- 2010年迪拜短池游泳世锦赛200米蝶泳第五
- 2011年美国游泳大奖赛印第安纳波利斯站200米蝶泳第三名
- 2011年4月10日美国密歇根游泳大奖赛200米蝶泳决赛冠军（1分56秒62吴鹏第一次在直接较量中击败菲尔普斯）
- 2011年5月14日美国夏洛特站游泳大奖赛，在男子200米蝶泳决赛中，吴鹏第二次战胜菲尔普斯，夺得该项目的冠军。
- 2011年7月27日2011年第14届（上海）世界游泳锦标赛夺取200米蝶泳季军。
- 2012年全国游泳冠军赛男子200米蝶泳亚军
- 2012年全国游泳冠军赛男子50米蝶泳冠军（23.72秒）
- 2012年全国游泳冠军赛男子200米个人混合泳冠军（1分59秒50）
- 2012年5月13日美国游泳大奖赛夏洛特站200米蝶泳冠军（1分56秒69）